# Martina Anderson
Martina Anderson, née le 16 avril 1962 à Derry dans le Bogside, est une femme politique nord-irlandaise du Sinn Féin.

## Biographie
Ancienne volontaire de l'Armée républicaine irlandaise provisoire (IRA), elle est députée à l'Assemblée d'Irlande du Nord entre 2007 et 2012 dans la circonscription de Foyle.
Elle devient députée européenne en 2012, en remplacement de Bairbre de Brún, avant d'être réélue le 22 mai 2014, dès le premier décompte des voix.

### Activités au sein du Parlement européen
Affiliée au groupe confédéral de la Gauche unitaire européenne/Gauche verte nordique, elle fait partie de différentes délégations et commissions, dont la délégation pour les relations avec la Palestine qu'elle a présidé du 13 octobre 2014 au 29 janvier 2017. C'est d'ailleurs en qualité de présidente de cette délégation qu'elle signe un communiqué de presse, le 12 mai 2016, sur les démolitions et les déplacements de population ayant lieu en Cisjordanie. Elle y suggère de soustraire aux fonds alloués par l'Union à Israël (notamment dans le cadre d'Horizon 2020) les sommes correspondant aux infrastructures palestiniennes détruites par l'armée israélienne et qui avaient été financées par l’Europe.
Des propos tenus par Martina Anderson peu de temps après, le 25 mai 2016 lors d'une réunion de travail au Parlement européen déclenchent une polémique. Tandis qu'elle expose les actions de lobbying de différents acteurs, à l'occasion de cette réunion ayant pour thème des questions de santé et d'assainissement à Gaza, Mme Anderson se lâche : « We can give you a list of all the things we attempted to do, the Israelis are all over this place like a rash » / « Nous pouvons vous donner une liste de tout ce que nous avons essayé de faire, les Israéliens se répandent ici comme une éruption cutanée. » Le président du Congrès juif européen, Moshe Kantor appelle le président du Parlement européen, Martin Schulz à prendre des mesures disciplinaires contre elle : « Encore une fois, nous entendons des déclarations profondément offensantes sur les Juifs proférées par personnage public européen et nous exigeons l’action », déclare Kantor dans un communiqué et poursuit : « La comparaison des Israéliens, ou plus précisément des juifs, à une maladie constitue une incitation à la haine et a ses racines dans le discours néo-nazis et d’extrême droite. » Dans l'Irish Times du 6 juin 2016, la députée européenne se justifie en disant qu'elle recourt facilement à cette métaphore de l'éruption cutanée pour critiquer d'autres actions de lobbying, comme celles des industriels du tabac par exemple : « And that is what I used to describe Israeli lobbyists as I have described the tobacco lobbyists and every other lobbyist that I have encountered. And unfortunately it has been used as a distraction to take away from the vital information that was exchanged at that conference »,,,
Elle est réélue députée européenne le 23 mai 2019 et cesse de siéger à partir du 31 janvier 2020, date à laquelle son pays quitte l'Union européenne.